# Гродзець (гміна Немодлін)
Гродзець (пол. Grodziec, нім. Groditz) — село в Польщі, у гміні Немодлін Опольського повіту Опольського воєводства.
Населення — 348 осіб (2011).
У 1975-1998 роках село належало до Опольського воєводства.

## Демографія
Демографічна структура станом на 31 березня 2011 року:
|          | Загалом | Допрацездатний вік | Працездатний вік | Постпрацездатний вік |
| -------- | ------- | ------------------ | ---------------- | -------------------- |
| Чоловіки | 170     | 35                 | 125              | 10                   |
| Жінки    | 178     | 40                 | 101              | 37                   |
| Разом    | 348     | 75                 | 226              | 47                   |